# Westwood, New Jersey
Westwood är en kommun av typen borough i Bergen County i New Jersey. Vid 2010 års folkräkning hade Westwood 10 908 invånare.

## Kända personer från Westwood
- James Gandolfini, skådespelare
- Olivia "Livvy" Dunne, gymnast
- Robert Sean Leonard, skådespelare
- Vicente Luque, MMA-utövare